# Albayrak Holding
Albayrak Holding ist ein türkischer Mischkonzern mit Sitz in Istanbul-Bayrampaşa.

## Überblick
Das Unternehmen wurde 1952 von Hacı Ahmet Albayrak (1925–2010) gegründet und war in den ersten 30 Jahren seines Bestehens ausschließlich in der Bauwirtschaft tätig. 1982 stieg der Konzern ins Transportgeschäft ein, 1992 als erstes Privatunternehmen der Türkei ins Müllgewerbe. 1996 wurde die Textilfabrik Ereğli übernommen, 1997 kam mit dem Kauf der Tageszeitung Yeni Şafak das Geschäftsfeld Medien hinzu. Weitere Erweiterungen folgten.
Heute teilt der Konzern seine Tätigkeiten in fünf Bereiche ein:
- Bau (Albayrak İnşaat)
- Industrie (Textilfabrik Ereğli, Papierfabrik Varaka, Nutzfahrzeuge Kademe Atık und Motoren- und Traktorenwerk Tümosan)
- Logistik (Betrieb der Häfen von Trabzon und Mogadischu, Autovermietung Albayrak, Personaltransportfirma Albayrak)
- Dienstleistungen (EDV-Firma Albil, Abfallunternehmen Yeşil Adamlar, Personalfirma Sayaç Okuma zum Ablesen von Strom-, Gas- und Wasserzählern, Hotel Birun Kümbet in der Provinz Giresun)
- Medien (Albayrak Medya Grubu)

Geleitet wird der Konzern von den Söhnen des Firmengründers Hacı Ahmet Albayrak. Vorstandsvorsitzender ist Ahmet Albayrak; in der Unternehmensführung sind ferner seine Brüder Bayram, Nuri, Kazım, Mustafa und Muzaffer Albayrak.

## Mediengruppe Albayrak
In der türkischen Öffentlichkeit ist die Albayrak Holding vor allem durch ihre Mediensparte (Albayrak Medya Grubu) präsent. Zu ihr gehören die Tageszeitung Yeni Şafak, der Fernsehsender TVNET, diverse Zeitschriften, darunter die Zeitschrift Derin Tarih („Tiefe Geschichte“) sowie eine Marketingagentur und eine Vertriebsfirma.

## Kritik
Die Albayrak-Holding gilt als eng mit Staatspräsident Recep Tayyip Erdoğan und der Partei für Gerechtigkeit und Aufschwung (AKP) verbunden. Häufig wird kritisiert, dass der Konzern bei öffentlichen Ausschreibungen, insbesondere von Städten und Gemeinden, begünstigt werde.